# Fussball Club Erzgebirge Aue 2017-2018
Questa voce raccoglie le informazioni riguardanti lo  Fussball Club Erzgebirge Aue  nelle competizioni ufficiali della stagione calcistica 2017-2018.

## Stagione
Nella stagione 2017-2018 l'Erzgebirge Aue, allenato da Hannes Drews, concluse il campionato di 2. Bundesliga al 16º posto. In coppa di Germania l'Erzgebirge Aue fu eliminato al primo turno dal Wehen Wiesbaden.

## Rosa
| N. |                         | Ruolo | Calciatore        |
| -- | ----------------------- | ----- | ----------------- |
| 34 | Germania (bandiera)     | P     | Daniel Haas       |
| 26 | Germania (bandiera)     | P     | Robert Jendrusch  |
| 1  | Germania (bandiera)     | P     | Martin Männel     |
| 21 | Germania (bandiera)     | D     | Malcolm Cacutalua |
| 27 | Germania (bandiera)     | D     | Sascha Härtel     |
| 3  | Germania (bandiera)     | D     | Sebastian Hertner |
| 4  | Germania (bandiera)     | D     | Fabian Kalig      |
| 15 | Germania (bandiera)     | D     | Dennis Kempe      |
| 37 | RD del Congo (bandiera) | D     | Moise Ngwisani    |
| 18 | Germania (bandiera)     | D     | Nicolai Rapp      |
| 20 | Germania (bandiera)     | D     | Calogero Rizzuto  |
| 23 | Germania (bandiera)     | C     | Sören Bertram     |
| 5  | Germania (bandiera)     | C     | Clemens Fandrich  |
| 29 | Germania (bandiera)     | C     | Tommy Käßemodel   |

| N. |                                 | Ruolo | Calciatore          |
| -- | ------------------------------- | ----- | ------------------- |
| 16 | Bosnia ed Erzegovina (bandiera) | C     | Mario Kvesić        |
| 6  | Montenegro (bandiera)           | C     | Mirnes Pepić        |
| 17 | Germania (bandiera)             | C     | Philipp Riese       |
| 19 | Benin (bandiera)                | C     | Cebio Soukou        |
| 24 | Germania (bandiera)             | C     | John-Patrick Strauß |
| 33 | Germania (bandiera)             | C     | Christian Tiffert   |
| 25 | Austria (bandiera)              | C     | Dominik Wydra       |
| 8  | Germania (bandiera)             | A     | Nicky Adler         |
| 40 | Kosovo (bandiera)               | A     | Albert Bunjaku      |
| 14 | Germania (bandiera)             | A     | Pascal Köpke        |
| 28 | Germania (bandiera)             | A     | Vincent Michl       |
| 22 | RD del Congo (bandiera)         | A     | Ridge Munsy         |
| 10 | Azerbaigian (bandiera)          | A     | Dimitrij Nazarov    |

## Organigramma societario
Area tecnica
- Allenatore: Hannes Drews
- Allenatore in seconda: Robin Lenk
- Preparatore dei portieri: Max Urwantschky
- Preparatori atletici: Werner Schoupa

## Risultati

### 2. Bundesliga

#### Girone di andata
| Arbitro: | Brych |

|  |           |                           |
|  | Marcatori | 42’ Hennings 48’ Sobottka |

| Arbitro: | Badstübner |

|                             |           |            |
| Thiel 22’ Titsch-Rivero 82’ | Marcatori | 31’ Soukou |

| Arbitro: | Rohde |

|             |           |             |
| Khelifi 26’ | Marcatori | 24’ Nazarov |

| Arbitro: | Koslowski |

|                                 |           |             |
| Wydra 60’ Nazarov 73’ Köpke 77’ | Marcatori | 87’ Möhwald |

| Arbitro: | Reichel |

|             |           |                       |
| Lezcano 84’ | Marcatori | 15’ Köpke 50’ Bertram |

| Arbitro: | Stieler |

|  |           |                              |
|  | Marcatori | 15’ Mühling 41’, 77’ Ducksch |

| Arbitro: | Thomsen |

|  |           |                  |
|  | Marcatori | 30’, 48’ Bertram |

| Arbitro: | Siewer |

|           |           |  |
| Köpke 17’ | Marcatori |  |

| Arbitro: | Cortus |

|             |           |                       |
| Bertram 73’ | Marcatori | 55’ Hartel 71’ Polter |

| Arbitro: | Rohde |

|                          |           |             |
| Narey 40’ Steininger 87’ | Marcatori | 78’ Bunjaku |

| Arbitro: | Waschitzki |

|            |           |  |
| Kvesić 59’ | Marcatori |  |

| Arbitro: | Kempkes |

|             |           |           |
| Dudziak 33’ | Marcatori | 70’ Kempe |

| Arbitro: | Günsch |

|                   |           |                |
| Kvesić 45’ (rig.) | Marcatori | 90’ Voglsammer |

| Arbitro: | Kempter |

|                            |           |  |
| Cauly 50’, 54’ Tashchy 85’ | Marcatori |  |

| Arbitro: | Schröder |

|             |           |              |
| Fandrich 4’ | Marcatori | 39’ Bastians |

| Arbitro: | Gräfe |

|                                              |           |  |
| Röser 21’ Benatelli 44’ Ballas 47’ Berko 75’ | Marcatori |  |

| Arbitro: | Heft |

|            |           |  |
| Soukou 35’ | Marcatori |  |

#### Girone di ritorno
| Arbitro: | Stegemann |

|           |           |             |
| Soukou 8’ | Marcatori | 90’ Verhoek |

| Arbitro: | Badstübner |

|                               |           |           |
| Raman 30’ Hennings 70’ (rig.) | Marcatori | 63’ Munsy |

| Arbitro: | Günsch |

|           |           |                                |
| Köpke 12’ | Marcatori | 13’, 71’ Abdullahi 35’ Kumbela |

| Arbitro: | Pfeifer |

|                                       |           |            |
| Möhwald 37’, 47’ Erras 71’ Werner 76’ | Marcatori | 72’ Soukou |

| Aue (Sassonia) 11 febbraio 2018, ore 13:30 22ª giornata | Erzgebirge Aue | 0 – 0 referto | Ingolstadt 04 | Sparkassen-Erzgebirgsstadion (6.850 spett.)\| Arbitro: \| Schröder \| |
| Arbitro:                                                | Schröder       |               |               |                                                                       |

| Arbitro: | Schlager |

|                         |           |                    |
| Ducksch 12’ Drexler 25’ | Marcatori | 36’, 38’ Cacutalua |

| Arbitro: | Dietz |

|                    |           |           |
| Köpke 2’ Munsy 63’ | Marcatori | 67’ Vučur |

| Arbitro: | Alt |

|              |           |           |
| Gíslason 69’ | Marcatori | 54’ Köpke |

| Berlino 11 marzo 2018, ore 13:30 26ª giornata | Union Berlino | 0 – 0 referto | Erzgebirge Aue | Stadion An der Alten Försterei (21.788 spett.)\| Arbitro: \| Petersen \| |
| Arbitro:                                      | Petersen      |               |                |                                                                          |

| Arbitro: | Welz |

|                         |           |           |
| Köpke 34’ Cacutalua 41’ | Marcatori | 86’ Narey |

| Arbitro: | Kempter |

|           |           |                          |
| Knoll 50’ | Marcatori | 27’, 57’ Köpke 43’ Munsy |

| Arbitro: | Günsch |

|                                |           |                |
| Fandrich 25’ Kvesić 82’ (rig.) | Marcatori | 44’ Bouhaddouz |

| Arbitro: | Aarnink |

|                         |           |  |
| Voglsammer 42’ Klos 69’ | Marcatori |  |

| Arbitro: | Koslowski |

|             |           |                                          |
| Nazarov 83’ | Marcatori | 56’ (rig.), 90’ (rig.) Wolze 64’ Tashchy |

| Arbitro: | Schlager |

|               |           |           |
| Kruse 3’, 77’ | Marcatori | 16’ Köpke |

| Aue (Sassonia) 6 maggio 2018, ore 15:30 33ª giornata | Erzgebirge Aue | 0 – 0 referto | Dinamo Dresda | Sparkassen-Erzgebirgsstadion (15.000 spett.)\| Arbitro: \| Willenborg \| |
| Arbitro:                                             | Willenborg     |               |               |                                                                          |

| Arbitro: | Storks |

|           |           |  |
| Kempe 86’ | Marcatori |  |

#### Play-out
| Karlsruhe 18 maggio 2018, ore 18:15 andata | Karlsruhe | 0 – 0 referto | Erzgebirge Aue | Wildparkstadion (25.906 spett.)\| Arbitro: \| Stegemann \| |
| Arbitro:                                   | Stegemann |               |                |                                                            |

| Arbitro: | Dankert |

|                       |           |                 |
| Bertram 25’, 53’, 75’ | Marcatori | 44’ Schleusener |

### Coppa di Germania
| Arbitro: | Willenborg |

|                      |           |  |
| Blacha 4’ Andrist 7’ | Marcatori |  |

## Statistiche

### Statistiche di squadra
| Competizione      | Punti | In casa | In casa | In casa | In casa | In casa | In casa | In trasferta | In trasferta | In trasferta | In trasferta | In trasferta | In trasferta | Totale | Totale | Totale | Totale | Totale | Totale | DR  |
| Competizione      | Punti | G       | V       | N       | P       | Gf      | Gs      | G            | V            | N            | P            | Gf           | Gs           | G      | V      | N      | P      | Gf     | Gs     | DR  |
| ----------------- | ----- | ------- | ------- | ------- | ------- | ------- | ------- | ------------ | ------------ | ------------ | ------------ | ------------ | ------------ | ------ | ------ | ------ | ------ | ------ | ------ | --- |
| 2. Bundesliga     | 40    | 17      | 7       | 5       | 5       | 18      | 20      | 17           | 3            | 5            | 9            | 17           | 29           | 34     | 10     | 10     | 14     | 35     | 49     | -14 |
| Play-out          | -     | 1       | 1       | 0       | 0       | 3       | 1       | 1            | 0            | 1            | 0            | 0            | 0            | 2      | 1      | 1      | 0      | 3      | 1      | +2  |
| Coppa di Germania | -     | 0       | 0       | 0       | 0       | 0       | 0       | 1            | 0            | 0            | 1            | 0            | 2            | 1      | 0      | 0      | 1      | 0      | 2      | -2  |
| Totale            | -     | 18      | 8       | 5       | 5       | 21      | 21      | 19           | 3            | 6            | 10           | 17           | 31           | 37     | 11     | 11     | 15     | 38     | 52     | -14 |

### Andamento in campionato
| Giornata  | 1  | 2  | 3  | 4  | 5  | 6  | 7 | 8 | 9 | 10 | 11 | 12 | 13 | 14 | 15 | 16 | 17 | 18 | 19 | 20 | 21 | 22 | 23 | 24 | 25 | 26 | 27 | 28 | 29 | 30 | 31 | 32 | 33 | 34 |
| --------- | -- | -- | -- | -- | -- | -- | - | - | - | -- | -- | -- | -- | -- | -- | -- | -- | -- | -- | -- | -- | -- | -- | -- | -- | -- | -- | -- | -- | -- | -- | -- | -- | -- |
| Luogo     | C  | T  | T  | C  | T  | C  | T | C | C | T  | C  | T  | C  | T  | C  | T  | C  | C  | T  | C  | T  | C  | T  | C  | T  | T  | C  | T  | C  | T  | C  | T  | C  | T  |
| Risultato | P  | P  | N  | V  | V  | P  | V | V | P | P  | V  | N  | N  | P  | N  | P  | V  | N  | P  | P  | P  | N  | N  | V  | N  | N  | V  | V  | V  | P  | P  | P  | N  | P  |
| Posizione | 12 | 18 | 14 | 10 | 11 | 13 | 9 | 7 | 9 | 10 | 8  | 8  | 8  | 11 | 10 | 15 | 13 | 13 | 14 | 15 | 15 | 15 | 15 | 14 | 16 | 16 | 16 | 15 | 8  | 10 | 13 | 15 | 15 | 16 |

Legenda:

Luogo: C = Casa; T = Trasferta. Risultato: V = Vittoria; N = Pareggio; P = Sconfitta.

### Statistiche dei giocatori
| Giocatore    | 2. Bundesliga | 2. Bundesliga | 2. Bundesliga | 2. Bundesliga | Play-out | Play-out | Play-out    | Play-out   | Coppa di Germania | Coppa di Germania | Coppa di Germania | Coppa di Germania | Totale   | Totale | Totale      | Totale     |
| Giocatore    | Presenze      | Reti          | Ammonizioni   | Espulsioni    | Presenze | Reti     | Ammonizioni | Espulsioni | Presenze          | Reti              | Ammonizioni       | Espulsioni        | Presenze | Reti   | Ammonizioni | Espulsioni |
| ------------ | ------------- | ------------- | ------------- | ------------- | -------- | -------- | ----------- | ---------- | ----------------- | ----------------- | ----------------- | ----------------- | -------- | ------ | ----------- | ---------- |
| D. Haas      | -             | -             | -             | -             | -        | -        | -           | -          | -                 | -                 | -                 | -                 | -        | -      | -           | -          |
| R. Jendrusch | -             | -             | -             | -             | -        | -        | -           | -          | -                 | -                 | -                 | -                 | -        | -      | -           | -          |
| M. Männel    | 34            | 0             | 2             | 0             | 2        | 0        | 1           | 0          | 1                 | 0                 | 0                 | 0                 | 37       | 0      | 3           | 0          |
| M. Cacutalua | 25            | 3             | 2             | 0             | 2        | 0        | 1           | 0          | -                 | -                 | -                 | -                 | 27       | 3      | 3           | 0          |
| S. Härtel    | -             | -             | -             | -             | -        | -        | -           | -          | -                 | -                 | -                 | -                 | -        | -      | -           | -          |
| S. Hertner   | 25            | 0             | 3             | 0             | -        | -        | -           | -          | 1                 | 0                 | 0                 | 0                 | 26       | 0      | 3           | 0          |
| F. Kalig     | 31            | 0             | 10            | 0             | 2        | 0        | 0           | 0          | 1                 | 0                 | 0                 | 0                 | 34       | 0      | 10          | 0          |
| D. Kempe     | 25            | 1             | 6             | 2             | 2        | 0        | 0           | 0          | 1                 | 0                 | 1                 | 0                 | 28       | 1      | 7           | 2          |
| M. Ngwisani  | -             | -             | -             | -             | -        | -        | -           | -          | -                 | -                 | -                 | -                 | -        | -      | -           | -          |
| N. Rapp      | 21            | 0             | 6             | 0             | 2        | 0        | 1           | 0          | 1                 | 0                 | 0                 | 0                 | 24       | 0      | 7           | 0          |
| C. Rizzuto   | 28            | 0             | 10            | 0             | 1        | 0        | 0           | 0          | -                 | -                 | -                 | -                 | 29       | 0      | 10          | 0          |
| S. Bertram   | 23            | 4             | 0             | 0             | 2        | 3        | 1           | 0          | -                 | -                 | -                 | -                 | 25       | 7      | 1           | 0          |
| C. Fandrich  | 30            | 2             | 8             | 0             | 2        | 0        | 0           | 0          | 1                 | 0                 | 0                 | 0                 | 33       | 2      | 8           | 0          |
| T. Käßemodel | -             | -             | -             | -             | -        | -        | -           | -          | -                 | -                 | -                 | -                 | -        | -      | -           | -          |
| M. Kvesić    | 19            | 3             | 1             | 0             | 2        | 0        | 0           | 0          | -                 | -                 | -                 | -                 | 21       | 3      | 1           | 0          |
| M. Pepić     | -             | -             | -             | -             | -        | -        | -           | -          | -                 | -                 | -                 | -                 | -        | -      | -           | -          |
| P. Riese     | 20            | 0             | 5             | 0             | 2        | 0        | 1           | 0          | -                 | -                 | -                 | -                 | 22       | 0      | 6           | 0          |
| C. Soukou    | 14            | 4             | 0             | 0             | -        | -        | -           | -          | 1                 | 0                 | 0                 | 0                 | 15       | 4      | 0           | 0          |
| J. Strauß    | 15            | 0             | 2             | 0             | 1        | 0        | 0           | 0          | -                 | -                 | -                 | -                 | 16       | 0      | 2           | 0          |
| C. Tiffert   | 33            | 0             | 4             | 0             | 2        | 0        | 0           | 0          | 1                 | 0                 | 0                 | 0                 | 36       | 0      | 4           | 0          |
| D. Wydra     | 29            | 1             | 5             | 0             | -        | -        | -           | -          | 1                 | 0                 | 0                 | 0                 | 30       | 1      | 5           | 0          |
| N. Adler     | -             | -             | -             | -             | -        | -        | -           | -          | -                 | -                 | -                 | -                 | -        | -      | -           | -          |
| A. Bunjaku   | 14            | 1             | 0             | 0             | 1        | 0        | 0           | 0          | -                 | -                 | -                 | -                 | 15       | 1      | 0           | 0          |
| P. Köpke     | 34            | 10            | 4             | 0             | 2        | 0        | 0           | 0          | 1                 | 0                 | 0                 | 0                 | 37       | 10     | 4           | 0          |
| V. Michl     | -             | -             | -             | -             | -        | -        | -           | -          | -                 | -                 | -                 | -                 | -        | -      | -           | -          |
| R. Munsy     | 16            | 3             | 0             | 0             | 1        | 0        | 0           | 0          | -                 | -                 | -                 | -                 | 17       | 3      | 0           | 0          |
| D. Nazarov   | 30            | 3             | 3             | 1             | 2        | 0        | 0           | 0          | 1                 | 0                 | 1                 | 0                 | 33       | 3      | 4           | 1          |
| A. Ferati    | 4             | 0             | 0             | 0             | -        | -        | -           | -          | 1                 | 0                 | 0                 | 0                 | 5        | 0      | 0           | 0          |
| M. Maria     | 1             | 0             | 0             | 0             | -        | -        | -           | -          | 1                 | 0                 | 0                 | 0                 | 2        | 0      | 0           | 0          |
| F. Kaufmann  | 1             | 0             | 0             | 0             |          |          |             |            |                   |                   |                   |                   |          |        |             |            |